# Vallis Snellius

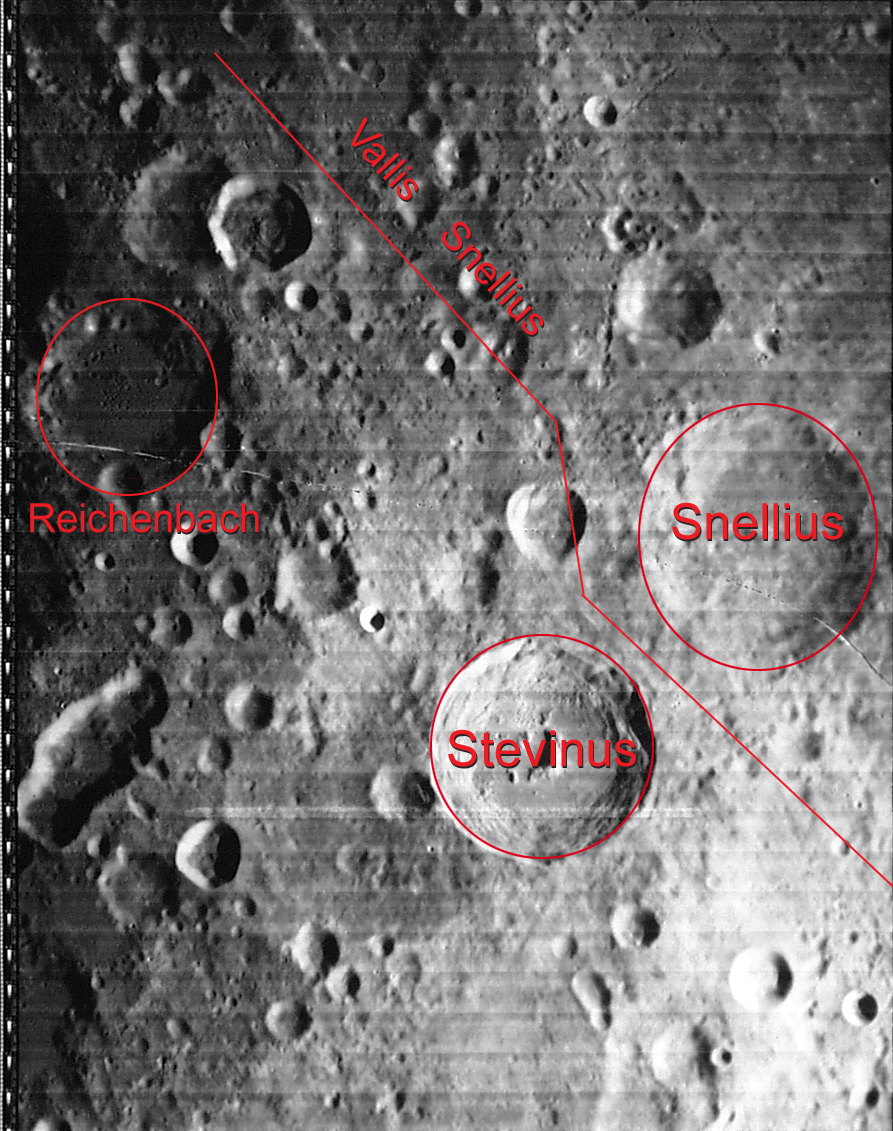
Imatge LPI

El Vallis Snellius és una vall lineal situada en la cara visible de la Lluna. Està situat en l'accidentada part sud-est de la superfície visible des de la Terra, al sud de la Mare Fecunditatis. La seva orientació és radial cap a l'oest-nord-oest pel que fa a la conca de la Mare Nectaris, molt similar a la del Vallis Rheita (situat cap al sud-oest), i els dos comparteixen un origen comú. Les coordenades selenogràgiques de la vall són 31.1 Sud i 56.0 Est, amb una longitud màxima de 592 km, la qual cosa el converteix a la vall amb nom propi més llarg de la Lluna.

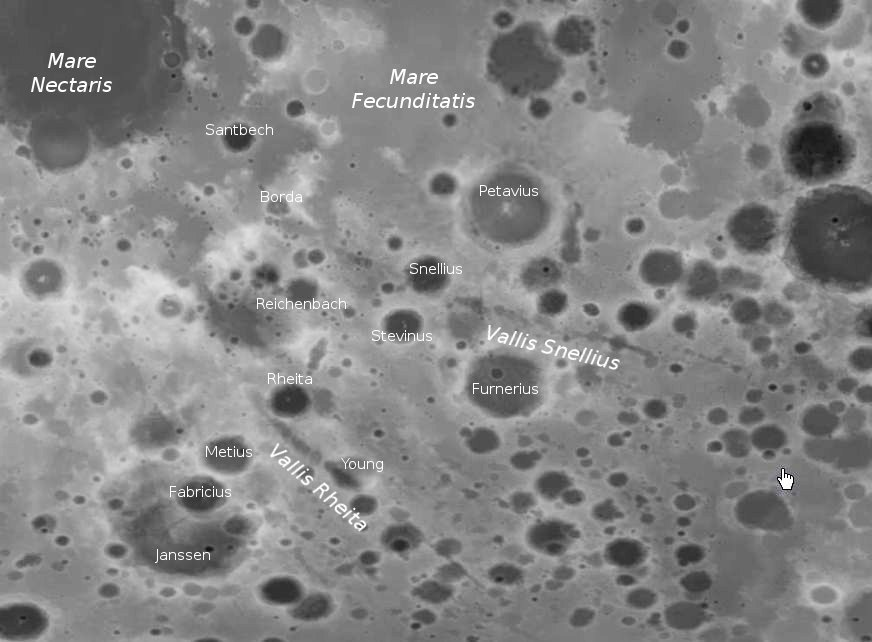
El Vallis Snellius i el Vallis Rheita (imatge LRO)

Encara que la seva configuració és predominantment lineal, la vall té una forma irregular i ha estat molt desgastat per l'erosió causada per nombrosos impactes, per la qual cosa és difícil delimitar amb precisió la seva superfície. El cràter Snellius, del que porta el nom, jeu sobre la vall, que travessa la meitat sud del sòl del cràter. Prop de la part nord de la vall es troba el cràter Broda.